# Erich Obermayer
Erich Obermayer (Vienna, 23 gennaio 1953) è un ex calciatore e allenatore di calcio austriaco, di ruolo difensore.

## Carriera

### Giocatore

#### Club
Obermayer iniziò la sua carriera nelle giovanili del FC Wien, da dove nell'estate del 1969 fu acquistato dall'Austria Vienna, campione d'Austria in carica, dove rimase per 20 stagioni, durante le quali vinse otto campionati e cinque Coppe d'Austria.
A livello internazionale, nel 1978 ha raggiunto la finale della Coppa delle Coppe, ma quel 3 maggio a Parigi la sua squadra perse per 0-4 dall'Anderlecht. Appena un anno dopo, sempre con la maglia violette, ha raggiunto le semifinali di Coppa dei Campioni.
Obermayer si ritirò dal calcio giocato nel 1989. Con un totale di 543 partite di campionato, è il terzo giocatore più presente nella storia della Bundesliga austriaca, dietro solo a Robert Sara ed Heribert Weber.

#### Nazionale
In dieci anni, dal 1975 al 1985, è stato convocato 50 volte in Nazionale. Ha partecipato ai Mondiali del 1978 in Argentina, dove ha chiuso con la squadra al settimo posto, grazie alla vittoria sui Campioni del mondo in carica della Germania (3-2) che costò l'eliminazione ai tedeschi.
Quattro anni dopo, in Spagna, l'Austria concluse all'ottavo posto la Coppa del mondo. Di quella squadra Obermayer era il capitano.

### Allenatore
Ritiratosi, rimase all'Austria Vienna in qualità di assistente allenatore a fianco di Herbert Prohaska, dal 1990 al 1992, e poi ancora nella stagione 1999-2000. Negative furono le sue esperienze di allenatore al Floridsdorfer AC e al Simmering.

## Dopo il ritiro
Dopo il ritiro dal calcio, Obermayer ha lavorato come proprietario di un distributore di benzina e del Café Libero, nel distretto viennese di Meidling.

## Palmarès

### Club

#### Competizioni nazionali
- Campionato austriaco: 8

Austria Vienna: 1975-1976, 1977-1978, 1978-1979, 1979-1980, 1980-1981, 1983-1984, 1984-1985, 1985-1986
- Coppa d'Austria: 5

Austria Vienna: 1973-1974, 1976-1977, 1979-1980, 1981-1982, 1985-1986